# Mięso

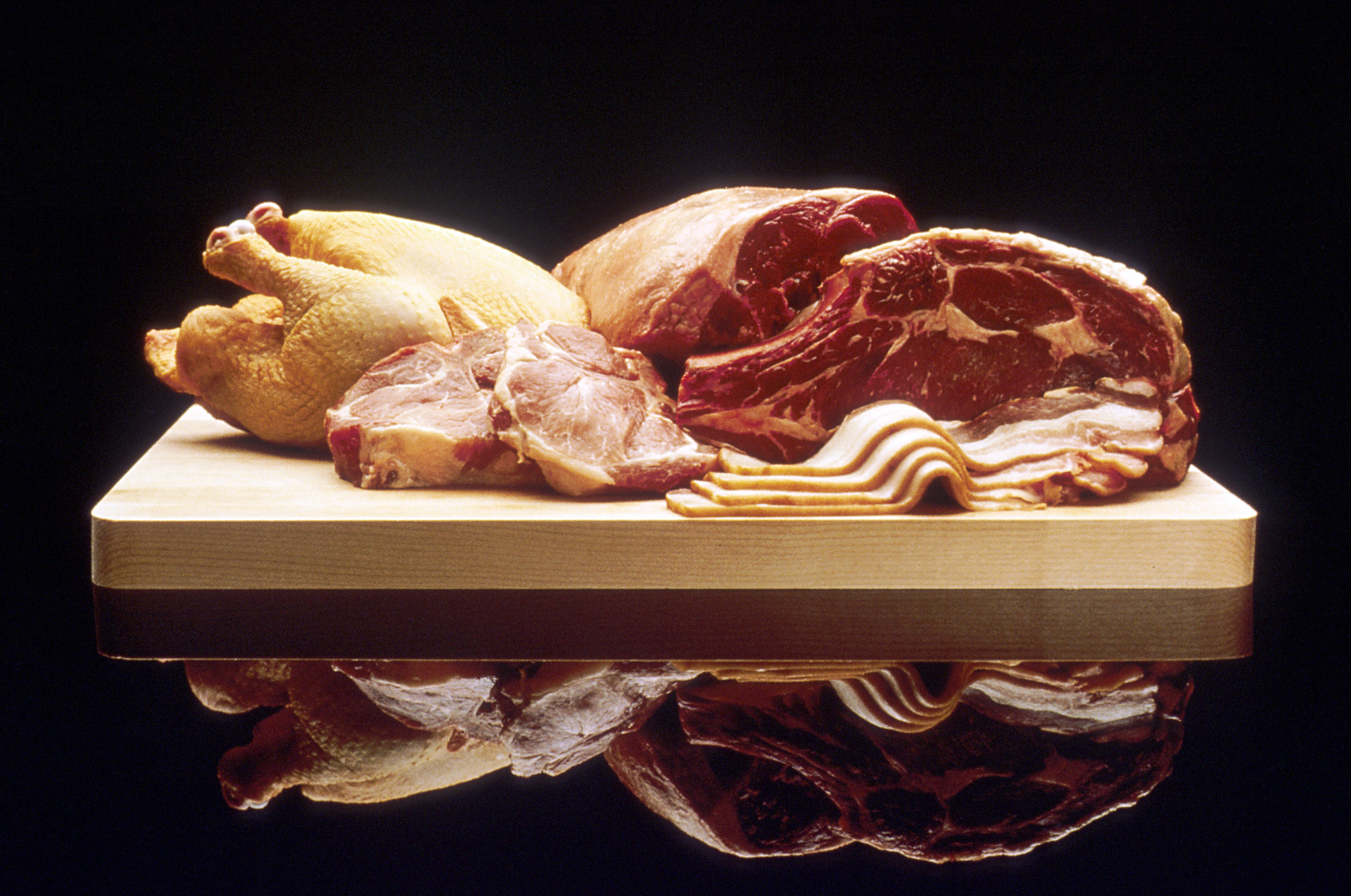
Mięso

Mięso – tradycyjnie, wszystkie części zwierząt ciepłokrwistych przeznaczone do spożycia przez ludzi, z wyjątkiem warstw tkanki tłuszczowej oraz narządów wewnętrznych tzw. podrobów. Określenie stosuje się też w szerszym ujęciu, w odniesieniu do ciał różnych gatunków zwierząt – głównie ssaków, ptaków i ryb, zabitych lub padłych przeznaczonych do konsumpcji. Zazwyczaj jest efektem hodowli, lecz również może być efektem polowania w swoim naturalnym środowisku. Rzadko zjadane bezpośrednio po zabiciu i nieprzetworzone. Najczęściej przetworzone termicznie: gotowane, smażone, pieczone itp. Na początku XXI wieku pojawiła się alternatywa dla mięsa pochodzącego z uboju w postaci mięsa syntetycznego. Mięso po uboju podlega kontroli weterynaryjnej mającej na celu wykrycie groźnych dla człowieka pasożytów wywołujących wągrzycę i włośnice.

## Skład mięsa

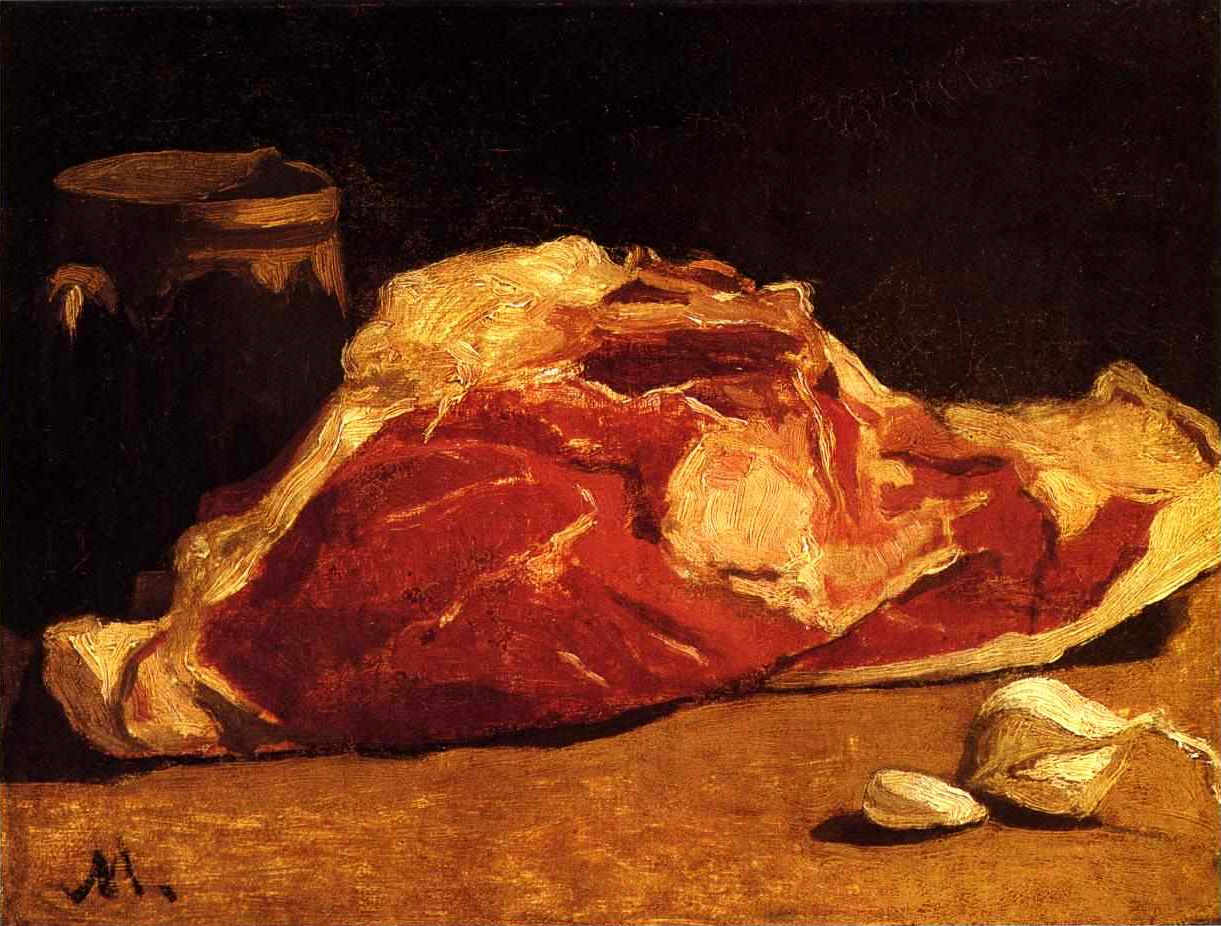
Martwa natura, Claude Monet (1864).

Skład chemiczny mięsa zależy: rodzaju mięsa, rasy, płci, wieku, stopnia utuczenia oraz stanu zdrowia zwierzęcia. W mięsie występuje woda, substancje białkowe, tłuszcz, składniki mineralne, witaminy, substancje wyciągowe, węglowodany, enzymy i hormony.
- woda jest głównym składnikiem mięsa. Zawartość wody zależy od stopnia utuczenia oraz wieku zwierzęcia i wynosi 35 - 74%[2].
- białko jest najważniejszym składnikiem mięsa. Występuje w postaci białek prostych (miogen, miozyna, kolagen, elastyna) i złożonych (hemoglobina i mioglobina)[2]. Zawartość 16–21%[3][4]
- tłuszcz. Z kulinarnego punktu widzenia najcenniejszy jest tłuszcz śródmięsny i śródtkankowy wpływający na cechy organoleptyczne potraw mięsnych. W zależności od rodzaju, wieku, utuczenia zwierzęcia i części tuszy zawartość tłuszczu w mięsie waha się od 0,5 do 50%[2]. Najwyższą temperaturę topienia ma tłuszcz wewnętrzny, czyli sadło i łój[2].
- składniki mineralne mięsa to głównie fosfor, żelazo i magnez[2]. Mięso nie jest dobrym źródłem wapnia.
- witaminy występujące w mięsie to witaminy z grupy B, przede wszystkim witamina B1, B2, PP[2].
- substancje wyciągowe to związki azotowe rozpuszczalne w wodzie, niemające właściwości białek. Do tych substancji zaliczamy: kreatynę, kreatyninę, karnozynę, omazynę i związki purynowe. Występują w mięsie w ilości 1-2% i decydują o jego smaku i zapachu[2].
- węglowodany występują w mięsie w minimalnych ilościach, głównie w postaci glikogenu[2].
- enzymy znajdujące się w mięsie to enzymy utleniające (tworzenie się kwasu mlekowego) i enzymy hydrolizujące białko[2].

| Rodzaj mięsa      | Białko | Tłuszcz | Węglowodany | Woda |
| ----------------- | ------ | ------- | ----------- | ---- |
| wołowina chuda    | 20,6   | 3,5     | 0,6         | 75,3 |
| cielęcina chuda   | 21,7   | 3,1     | 0,5         | 74,7 |
| wieprzowina chuda | 20,1   | 6,3     | 0,4         | 73,2 |
| konina chuda      | 21,5   | 2,5     | 0,9         | 75,1 |

Mieso ryb ma podobny skład jak mięso zwierząt stałocieplnych. Mięso ryb nie zawiera mioglobiny, zatem ma barwe białą. Wyjątkiem jest mięso łososia, jesiotra i tuńczyka, które ma barwę różową. Tłuszcz ryb składa się głównie z nienasyconych kwasów tłuszczowychi jest bogaty w witaminy A i D. Składniki mineralne występujace w rybach to głównie wapń, fosfor, żelazo, magnez, sód, potas, a w rybach morskich także fluor i jod. 
Mięso ryb zawiera procentowo mniej białka niż mięso zwierząt rzeźnych. Jest to spowodowane tylko większą zawartością wody.
| Gatunek                 | Białko (g) | Tłuszcz (g) | Węglowodany (g) | Wapń (mg) |
| ----------------------- | ---------- | ----------- | --------------- | --------- |
| Dorsz - filet bez skóry | 16         | 0,3         | 0               | 7         |
| Flądra                  | 7          | -           | -               | 27        |
| Halibut                 | 14         | 4           | -               | 9         |
| Karmazyn                | 11         | 3           | -               | 11        |
| Karp                    | 8          | 2           | 0               | 5         |
| Kargulena               | 8          | -           | -               | -         |
| Leszcz                  | 10         | 2           | -               | 22        |
| Lin                     | 10         | -           | -               | 12        |
| Makrela                 | 12         | 7           | -               | 3         |
| Morszczuk               | 12         | -           | -               | 31        |
| Okoń                    | 11         | -           | -               | 13        |
| Płastuga                | 10         | -           | -               | 34        |
| Pstrąg                  | 12         | 1           | 0               | 5         |
| Sandach                 | 10         | -           | -               | 23        |
| Szczupak                | 11         | -           | -               | 12        |
| Śledź                   | 9          | 6           | -               | 17        |
| Węgorz                  | 9          | 18          | -               | 13        |

Mięso zawiera dużo pełnowartościowego białka – średnio 76% suchej masy. Dla większości ludzi w Europie jest jednym z ważnych składników pożywienia, dostarczającym znaczącej części białka. Było ono składnikiem ludzkiej diety od czasów prehistorycznych, a dokładniej od momentu, gdy jego spożywanie stało się opłacalne (dostarczając dużej ilości energii w stosunkowo krótkim czasie oraz białka) lub łatwiej dostępne, niż pokarm roślinny, czyli prawdopodobnie od czasu jednego ze zlodowaceń. Obecnie wiele osób wskazuje na zdrowotne, etyczne i humanitarne aspekty pożywienia opartego na uboju zwierząt rzeźnych, szczególnie w warunkach hodowli przemysłowej, dlatego też powstały rozmaite ruchy wegetariańskie, które z różnych przyczyn propagują dietę bezmięsną.
Do przypraw stosowanych w produkcji potraw z mięsa zalicza się: sól kuchenna, kminek, kolendra, koper, majeranek, gorczyca, pieprz, ziele angielskie, liście laurowe, pieprz ziołowy (namiastka przypraw).

### Dojrzewanie mięsa
Bezpośrednio po uboju mięso nie nadaje się do spożycia. Okres dojrzewania mięsa wynosi ok. 48h. Dojrzewanie mięsa składa się z dwóch etapów: stężenia pośmiertnego oraz właściwe dojrzewania mięsa.

## Historia
Ludy zbieracko-łowieckie – typ społeczeństwa lub gospodarki polegający na zdobywaniu pożywienia przez zbieranie jadalnych roślin i polowanie bez znaczącego wysiłku w kierunku udomowienia jednych czy drugich. Przy czym najczęściej udział zbieractwa jest bardziej znaczący.
Od początku istnienia ludzkości aż po schyłek epoki mezolitu była to jedyna forma gospodarki stosowana przez ludzi. Pierwsi łowcy-zbieracze żyli wyłącznie na otwartej sawannie i zamiast polowania przeszukiwali okolicę – zdobywali mięso zwierząt padłych lub upolowanych przez drapieżniki. Techniki łowieckie rozwinęły się później, głównie w środkowym i górnym paleolicie.
Przejście od łowiectwa i zbieractwa do uprawy roli doprowadziło do "rewolucji" w społecznościach ludzkich (tzw. rewolucja neolityczna).
Doszło do udomowienia niektórych zwierząt: owiec i kóz – ok. 10 000-7 000 lat p.n.e., później bydło i świnie – ok. 6000 lat p.n.e. Doszło do tego także na Bliskim Wschodzie, skąd, zarówno uprawa roślin, jak i hodowla zwierząt, rozprzestrzeniła się po całym Starym Świecie.

## Definicja
Mięsem nazywa się tkanki okrywąjace szkielet zwierząt rzeźnych takich jak bydło, trzoda chlewna, owce, konie. Zwierzęta te są specjalnie hodowane na rzeź lub przeznaczone na rzeź.
Urzędowe definicje w Polsce
Historycznie najszerszym zakresem znaczeniowym słowa, mięso legitymowało się w Rozporządzeniu Prezydenta Rzeczypospolitej z dnia 22 marca 1928 roku – o badaniu zwierząt rzeźnych i mięsa. Definicja ta miała następującą treść
mięso oznacza wszystkie części zwierząt ciepłokrwistych przeznaczone do spożycia.
Zawężenie tej definicji i jej doprecyzowanie nastąpiło w Rozporządzeniu Ministra Opieki Społecznej z dnia 10 grudnia 1936 roku – o dozorze nad mięsem i przetworami mięsnymi, gdzie definicja mięsa przybrała następujące brzmienie
Przez nazwę mięso rozumie się wszystkie, przeznaczone do spożycia przez ludzi, części zwierząt ciepłokrwistych (zwierząt rzeźnych, ptactwa bitego, dziczyzny): a) nie poddane żadnym zabiegom, z wyjątkiem chłodzenia b) poddane zabiegom nie zmieniającym własności mięsa lub których działanie może być z łatwością usunięte, jako to: mrożenie, ozonowanie, suszenie, krótkotrwałe wędzenie, moczenie w occie (marynowanie), powierzchniowe działanie dozwolonymi środkami konserwującymi, zabezpieczenie przed dostępem powietrza warstwą tłuszczu, żelatyny itp., wstrzyknięcie do naczyń krwionośnych lub tkanki mięsnej dozwolonych środków konserwujących.
Obowiązująca od 2005 r. do 2007 r. definicja mięsa to:
mięśnie szkieletowe ssaków i ptaków uznane za zdatne do spożycia przez człowieka wraz z przyległą tkanką, gdzie ogólna zawartość tłuszczu i tkanki łącznej nie przekracza przyjętych wartości, i kiedy to mięso stanowi składnik innego produktu spożywczego.
W 2007 r. w związku z wejściem Polski do Unii Europejskiej zaczęła obowiązywać ściślejsza definicja mięsa zawarta w dyrektywie 2001/101/WE, która definiuje ten termin w podobny sposób jak wyżej (mięśnie szkieletowe ssaków i ptaków...) ale dodatkowo określa w formie tabeli maksymalną ilość tkanki łącznej i tłuszczu do której dla określonych gatunków zwierząt i ptaków można uznać produkt za mięso:
| Gatunki                                                                   | Tłuszcz (%) | Tkanka łączna (%) |
| ------------------------------------------------------------------------- | ----------- | ----------------- |
| Ssaki (inne niż króliki i świnie) i mieszaniny gatunków z przewagą ssaków | 25          | 25                |
| Świnie                                                                    | 30          | 25                |
| Ptaki i króliki                                                           | 15          | 10                |

Zgodnie z tą dyrektywą produkty zawierające większą ilość tkanki łącznej i tłuszczu należy etykietować jako "mięso pozyskane mechanicznie" i podawać na etykiecie ilość tych tkanek w ich ogólnej masie. Definicja ta nie obejmuje też produktów przetworzonych (np.: wędlin), których etykiety powinny zawierać z kolei informację o procentowej zawartości mięsa.
Zarówno polska, jak i unijna definicja mięsa nie zawiera ryb, które są traktowane z urzędowego punktu widzenia jako odrębny od mięsa rodzaj żywności, podlegający innym normom etykietowania i przetwarzania.

## Podziały
Mięso można podzielić na "czerwone" lub "białe" w zależności od stężenia mioglobiny we włóknach mięśniowych.
- mięso bez kości – w którym brak jest tkanki kostnej
- mięso z kością

Potocznie używamy następujących nazw dla popularnych gatunków mięs:
- wieprzowina – mięso świni (zob. trzoda chlewna)
- wołowina – mięso dorosłego bydła domowego (krów, jałówek, buhajów, wołów i wolców)
  - cielęcina – mięso cieląt w wieku od 2 tygodni do 6 miesięcy karmionych mlekiem.
- mięso drobiowe – mięso ptaków hodowlanych
- baranina – mięso dorosłych owiec – samic i samców (baranów i skopów)
  - jagnięcina – mięso jagniąt żywionych mlekiem.
- konina – mięso konia
- dziczyzna – mięso upolowanych zwierząt – saren, dzików, zajęcy i innych, także dzikiego ptactwa
  - dziczyzna gruba – mięso dzików, saren, jeleni
  - dziczyzna drobna – mięso zajęcy, dzikiego ptactwa
- kozina – mięso kóz
- psina – mięso z psa[12][13][14]
- ponadto spożywane są także, nieposiadające w języku polskim odrębnej nazwy: mięso osłów, królików i inne.

## Zwierzęta rzeźne
Mięso jest konglomeratem (zespołem) tkanek, z których główną jest tkanka mięśniowa, uzyskiwana ze zwierząt rzeźnych lub łownych (dziczyzna). Słowa "mięso" zazwyczaj używa się w znaczeniu kulinarnym. Potocznie mięsem nazywa się również słoninę. Jest to niepoprawne, ponieważ słonina to anatomicznie zlokalizowana, tj. przede wszystkim grzbietowoboczna warstwa tkanki tłuszczowej (tłuszczu) tuszy lub półtuszy świńskiej (wieprzowej).
Najważniejszą rzeczą jest, aby ubijane zwierzęta były zdrowe i w dobrej kondycji. Nie należy zapominać, że przy uboju gospodarczym (na podwórku) trzeba świnie zbadać na obecność włośnicy. Spożywanie zakażonego mięsa na surowo lub po niewłaściwej obróbce cieplnej, może stanowić zagrożenie zakażenia chorobami bakteryjnymi, wirusowymi i pasożytniczymi. Poprzez spożywanie mięsa wołowego zakażonego bydła (także po obróbce termicznej) można zachorować też na chorobę Creutzfeldta-Jakoba
Na jakość mięsa np.: wieprzowego ma wpływa szereg czynników np.: sposób obchodzenia się ze zwierzętami w poszczególnych etapach hodowli zwierząt – obrót przedubojowy np.: transport, poganianie, przepędzanie zwierząt, bicie oraz sam ubój świń i jego warunki.
Popędzanie, transport, przetrzymywanie zwierząt w bazach zbiorczych, niesprzyjające warunki atmosferyczne, zmiana środowiska, kontakt z nieznanymi osobnikami oraz hałas zaliczane są do najważniejszych czynników stresogennych powodujących m.in.: złamania, wybroczyny, pogryzienia.
Silny stres powoduje utratę masy ciała świń, a nieprawidłowe działanie układu hormonalnego pociąga za sobą liczne wady mięsa.
U zwierząt wydzielają się duże ilości amin katecholowych np.: adrenalina, noradrenalina i dopamina, dochodzi do wazodylatacji naczyń krwionośnych, wzrostu ilości uderzeń serca oraz ciśnienia krwi, następuje wzrost glukozy we krwi oraz zwiększa się zużycie tlenu.
Czynniki wpływające na wydzielanie się amin katecholowych, to: czynniki natury emocjonalnej (przeciwstawienia się grożącemu niebezpieczeństwu), szoki różnego typu, jak również zmniejszenie całkowitej objętości krwi, niedotlenienie organizmu, spadek temperatury ciała, obniżenie poziomu glukozy we krwi, wysiłek fizyczny, narkoza.
Wzrost poziomu amin katecholowych wpływa poważnie na jakość mięsa i dochodzi do nadmiernego wzrostu: glukozy, kwasu mlekowego, wolnych kwasów tłuszczowych, cytrynianów i cholesterolu we krwi, a także nasila się lipoliza w tkance tłuszczowej. Następuje spadek pH oraz silne zakwaszenie mięśni po uboju.
Powyższe niepożądane czynniki doprowadzają do szeregu wad mięsa i nazywane są tzw.: wadami mięsa. Wyróżnia się następujące wady mięsa: PSE – jasne, miękkie, wodniste DFD – ciemne, twarde, suche RSE – czerwono-różowe, miękkie, cieknące ASE/AM – kwaśne, miękkie, cieknące PFN – jasne, twarde, o normalnym wycieku. Mięso normalne oznaczone jest skrótem RFN – czerwono-różowe, normalne, niecieknące
.

## Hodowla laboratoryjna
Początki idei hodowli tkanki mięśniowej do celów spożywczych w warunkach laboratoryjnych sięgają 1932 roku, kiedy to została wydana Thoughts and Adventures (Myśli i przygody) autorstwa Winstona Churchilla. Zwolennikiem tej idei był Willem von Ealen. W związku z tendencjami do ochrony środowiska oraz kontrowersjami etycznymi (prawa zwierząt) oraz rosnącym zapotrzebowaniem prowadzone są badania nad taką metodą uzyskiwania mięsa. Według badań Hanny Tuomisto hodowla mięsa na pożywce z hydrolizatu z sinic pozwoliłaby znacząco zmniejszyć zużycie energii, emisje gazów cieplarnianych i wykorzystanie gruntów. W badaniach Morrisa Benjaminsona finansowanych przez NASA uzyskano mięso rybne. W 2005 roku holenderskie Ministerstwo Gospodarki przeznaczyło 2 mln euro na grant, w którym badano możliwość hodowli mięsa w laboratorium. W badaniach nie udało się jednak uzyskać mięsa o pożądanych właściwościach smakowo-estetycznych. Podobnymi badaniami, jako jeden z pierwszych zajmował się Jason G. Matheny publikujący w Tissue Engineering. W badaniach nad mięsem in vitro próbuje się wykorzystać komórki macierzyste, jednak brak odpowiednich linii komórkowych.
Pożywka dla komórek macierzystych na laboratoryjnym szkiełku to tzw. serum płodowe z cieląt (ang. Fetal bovine serum – FBS lub fetal calf serum). Serum jest produktem ubocznym w przemyśle mięsnym i pozyskuje się poprzez odciągniecie krwi z usuniętego płodu zabitej krowy. Igłę wbija się wprost do serca płodu, aby zminimalizować zanieczyszczenie serum. Krew zbiera się do aseptycznego pojemnika lub torebki na krew i pozostawia, aby skrzepła. Następnie odwirowuje się w celu usunięcia skrzepów w fibryny. Serum jest zamrażane, co jest koniecznym etapem w dalszym przetwarzaniu dla potrzeb hodowli komórkowej. W 2008 r. sprzedano na świecie ok. 700 tysięcy litrów FBS.
W Londynie dnia 5 sierpnia 2013 r. po raz pierwszy zdegustowano sztuczne mięso w postaci hamburgera tzw. Frankenburgera. Twórcą jest holenderski genetyk prof. Mark Post z współpracownikami z uniwersytetu w Maastrich, który wyhodował w laboratorium 3 tysiące miniaturowych włókien wołowiny z komórek macierzystych krów, a koszt eksperymentu wyniósł ok. 250 tys. euro za 140 g mięsa. Za sztuczną wołowinę wyhodowaną z komórek macierzystych otrzymał 15 listopada 2013 r. w Nowym Jorku na the World Technology Award Gala, prestiżową nagrodę World Technology Award for Environment.

## Wpływ na środowisko
Masowa konsumpcja mięsa i produktów zwierzęcych na świecie prowadzi do ekologicznego niezrównoważenia. Wielkość przemysłu hodowlanego przyczynia się w skali masowej do zanieczyszczenia powietrza i wody, degradacji gleby, zmian klimatycznych i utraty różnorodności biologicznej. Pastwiska zajmują 30 proc. ziemi uprawnej, a ponad 40 proc. zbieranych zbóż służy za pożywienie nie dla człowieka, lecz dla bydła.
W raporcie opublikowanym w 2003 r. w American Society for Clinical Nutrition autorzy analizy podkreślają, że aby wyprodukować kilogram wołowiny potrzeba aż 100 razy więcej wody niż po to, aby wyprodukować kilogram białka zbożowego.
Olbrzymia wodochłonność produkcji zwierzęcej wynika z faktu, że podczas tuczu zwierząt zużywa się ogromne ilości ziarna, a uprawa zbóż wymaga dużo wody np.: produkcja jednego kilograma świeżej wołowiny może wymagać ok. 13 kg ziarna i 30 kg siana.
Zwierzęta hodowlane tylko w samych Stanach Zjednoczonych konsumują siedem razy więcej ziarna niż cała ludność tego kraju (dane z 2001 r.).
Produkcja 1 kg wołowiny wymaga 100 tys. litrów wody (dla porównania 1 kg pszenicy 900 l, 1 kg ziemniaków 500 l). Wszystkie zwierzęta hodowlane w USA spożywają 5 razy więcej ziaren niż wszyscy Amerykanie (dane z 1995 r.) a produkcja białka zwierzęcego wymaga wykorzystania 8 razy więcej ilości paliw kopalnych niż w przypadku białka roślinnego.
Raport Environmental Protection Agency na temat amerykańskiej produkcji roślinnej z roku 2000 stwierdza, że według danych Krajowego Stowarzyszenia Plantatorów Kukurydzy około 80% całej kukurydzy uprawianej w USA zjadają zwierzęta w hodowlach krajowych i zagranicznych.
Raport ONZ-Organizacji Narodów Zjednoczonych do spraw Wyżywienia i Rolnictwa (FAO) Livestock's long shadow: environmental issues and options (Długi cień żywego inwentarza) będący dogłębnym studium i analizą szkodliwego oddziaływania produkcji zwierzęcej na środowisko oszacował, że hodowla żywego inwentarza stanowi 8% wykorzystanej wody i znacząco przyczynia się do wyczerpywania jej zasobów oraz ich zanieczyszczania. Gospodarka hodowlana odpowiada za 18% światowej emisji gazów cieplarnianych, czym przewyższa udział sektora transportowego. Dla stworzenia pastwisk dla bydła wycięto 70% lasów amazońskich i w wyniku ich zniszczenia do atmosfery dostają się ogromne ilości dwutlenku węgla, które przedtem były magazynowane w drzewach. Produkcja mięsa i nabiału jest także odpowiedzialna za dwie trzecie powodowanej przez człowieka emisji amoniaku, który z kolei odgrywa rolę w powstawaniu kwaśnych deszczów i zakwaszenia ekosystemu. Raport kończy się konkluzją, że negatywny wpływ hodowli na środowisko jest kolosalny i wymaga pilnego przeciwdziałania a chów przemysłowy jest najważniejszym źródłem problemów ochrony środowiska. Hodowla zwierząt na mięso zarówno na farmach jak i zakładach chowu przemysłowego jest jedną z głównych przyczyn współczesnych globalnych i lokalnych problemów ekologicznych. Podczas badań, analiz oraz rozważań nad rozwiązywaniem kwestii zanieczyszczenia powietrza, zaniku bioróżnorodności, erozji gleby, zanieczyszczenia i niedoboru wody oraz zmiany klimatu należy brać pod uwagę hodowlę zwierząt.
Natomiast raport Worldwatch Institute stwierdza, że wyliczenia FAO dotyczące emisji gazów cieplarnianych są znacznie zaniżone, i że hodowla zwierząt jest odpowiedzialna za ponad 51% całkowitej światowej emisji gazów cieplarnianych wydzielając ekwiwalent ponad 32,6 miliardów ton dwutlenku węgla w czym przewyższa udział sektora transportowego (13,5%) i wszystkich elektrowni węglowych razem wziętych. FAO nie włączyło do statystyk gazów powstających przy transporcie zwierząt. Z ferm pochodzi 65% podtlenku azotu pochodzenia ludzkiego o wskaźniku potencjału tworzenia efektu cieplarnianego – GWP ok. 296 razy wyższego niż dwutlenku węgla oraz 37% metanu o charakterze antropogenicznym, którego GWP jest ok. 23 razy silniejsze niż CO2.
W 2006 r. około 200 ekspertów na warsztatach zorganizowanych i prowadzonych przez FAO – Ramowa konwencja Narodów Zjednoczonych w sprawie zmian klimatu (United Nations Framework Convention on Climate Change – UNFCCC) w Rzymie uznało, że 80% wylesień w strefach tropikalnych jest spowodowane potrzebą tworzenia nowych terenów pod hodowlę zwierząt wykorzystywanych jako pastwiska lub służących do produkcji pasz.
Raport FDA podaje, że 80% wszystkich sprzedanych antybiotyków w 2009 r. w USA zostało podane zwierzętom hodowlanym i większość z antybiotyków stosowanych w hodowli jest identyczna lub podobna do leków stosowanych w leczeniu chorób u ludzi. Powoduje to brak skuteczności w ich działaniu i rozwój lekoodpornych bakterii. Całkowite koszty opieki zdrowotnej związane z zakażeniami lekoopornymi bakteriami pochłaniają rocznie w USA od 16.6$ mld do 26$.

## Mięso w religiach
Mięso jest często spożywane rytualnie albo jako część obrządku wielu wierzeń religijnych, a nierzadko bywa odwrotnie – jedzenie go uznawane jest za karygodne.
- Judaizm – w którym rozróżniane są pokarmy dozwolone (kaszrut, koszerne) i zakazane (teref, trefne, "nieczyste"). Dopuszczone do spożywania jest mięso zwierząt mających "rozszczepione kopyto" i przeżuwających, stworzeń wodnych mających płetwy i łuski, niektórych gatunków szarańczy, niektórych gatunków ptaków.
- Chrześcijaństwo – nie ma konkretnych przepisów dotyczących mięsa, występują one jednak w niektórych wyznaniach (np. w katolicyzmie w piątki nie spożywa się mięsa, jednak np. ryby nie są uznawane za mięso).
- Islam – w którym zabronione (haram) jest spożywanie krwi, wieprzowiny, zwierząt mięsożernych, oraz zwierząt, które nie zostały ubite w imię Boga.
- Hinduizm – spora część hinduistów, szczególnie bramini, nie jedzą niczego, co zostało uzyskane poprzez cierpienie zwierząt, czyli mięsa (w tym również ryb), jaj oraz pochodnych. Mleko krów, bawołów i kóz oraz inne produkty z niego uzyskane jest akceptowane (z wyjątkiem sera zawierającego podpuszczkę). Wszyscy praktykujący hinduiści powstrzymują się od spożycia wołowiny.
- Buddyzm – zazwyczaj ideał wegetariański częściej postulowany jest w buddyzmie mahajany; jedzenie mięsa częściej usprawiedliwiane w buddyzmie therawady (mnisi tego odłamu nie mogą pogardzić posiłkiem im ofiarowanym, w tym także mięsem). Rzeźnictwo przez wiele lat było zawodem zabronionym buddystom[34].